# Сёньи, Иштван
Шмидт Иштван Йожеф Рихард Сёньи (венг. Schmidt István József Richárd; 17 января 1894[…], Уйпешт, Транслейтания — 30 августа 1960[…], Зебегень) — венгерский живописец и график, последователь импрессионизма, один из наиболее известных мастеров надьбанской школы, педагог, общественный и политический деятель. Преподаватель Будапештской академии художеств (с 1937), депутат Национального собрания Венгрии (в 1945–1947). Лауреат премии имени Кошута (1949), посмертно удостоен звания праведника народов мира (1984).

## Биография
Иштван Сёньи родился 17 января 1894 года в венгерском городке Уйпешт; был младшим ребенком в семье католиков немецкого происхождения. Его семья сменила фамилию на Сёньи в 1898 году. Отец, Рихард, был железнодорожным служащим, а мать — домохозяйкой. Два его брата умерли ещё в детстве, но четыре сестры достигли совершеннолетия.
Серьёзно изучать художественное мастерство начал с 1911 года в Венгерской королевской школе рисования (ныне Венгерский университет изобразительных искусств) в Будапеште. По окончании художественной школы поступил в 1913 году на курсы подготовки учителей рисования, где проучился около года. В 1914 году его наставником стал Карой Ференци, который летом 1914 года привёз своих учеников, в том числе и Сёньи, в колонию художников Надьбанья.

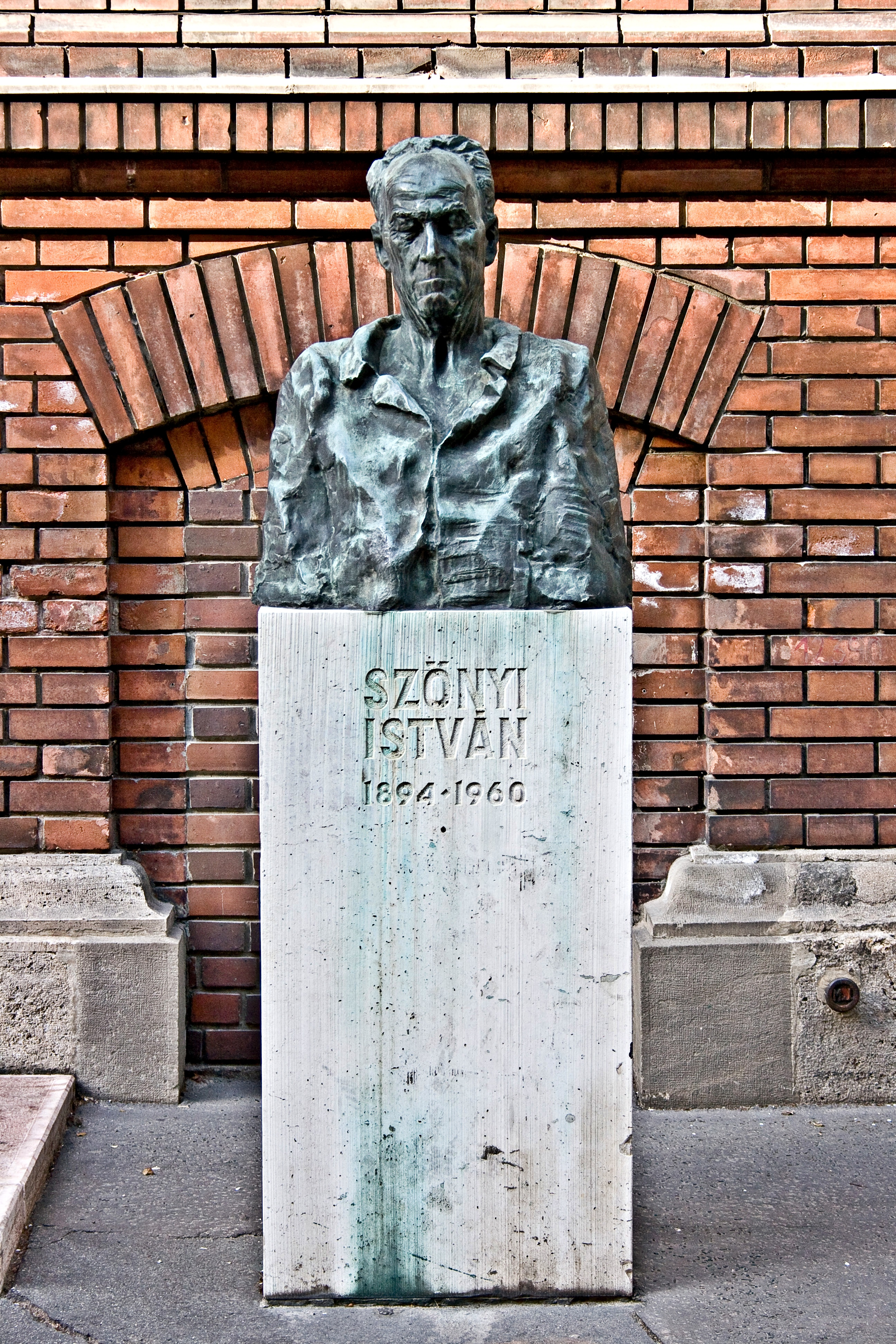
Памятник Сёньи в городе Будапеште

Разразившаяся в Европе Первая мировая война внесла свои коррективы в жизнь художника, вынудив Сёньи сделать паузу в его творческой карьере, он был призван в армию, где служил в звании старшего лейтенанта. Находясь в отпусках летом 1917 и 1918 годов он вновь проводил в городе Надьбанья, который после подписания Версальского договора 28 июня 1919 года перешёл от Венгрии под юрисдикцию Румынии и стал называться Бая-Маре. Там он увлечённо изучал приёмы мастеров импрессионизма и постимпрессионизма и уже тогда он стал одним из самых видных членов этого направления.
После демобилизации в 1918 году он вернулся в альма-матер; на этот раз он учился у профессора Иштвана Рети. В 1921 году музей Эрнста представил Сёньи в Будапеште на первой в его художественной карьере персональной выставке.
В начале 1930-х годов И. Сёньи посетил множество музеев Берлина и Вены, благодаря чему существенно расширил свой кругозор в части европейского искусства и познакомился с работами великих мастеров живописи. Художник принимал активное участие в политической жизни страны, что привело к его исключению из Академии. Будучи значимым представителем «поколения офортов», он внёс заметный вклад в развитие венгерской графики того периода.
В 1924 году Шмидт Иштван Йожеф Рихард Сёньи переехал в Зебегень и стал преподавать в художественной школе, расположенной в центре города.
В 1937—1938 учебном году Сёньи был назначен профессором в Академию художеств, где обучал студентов более двух последующих десятилетий. Несмотря на то, что он был ведущим специалистом на кафедре фрески, он, по неизвестным причинам, получил лишь несколько монументальных заказов (например: роспись здания почты в Будапеште).

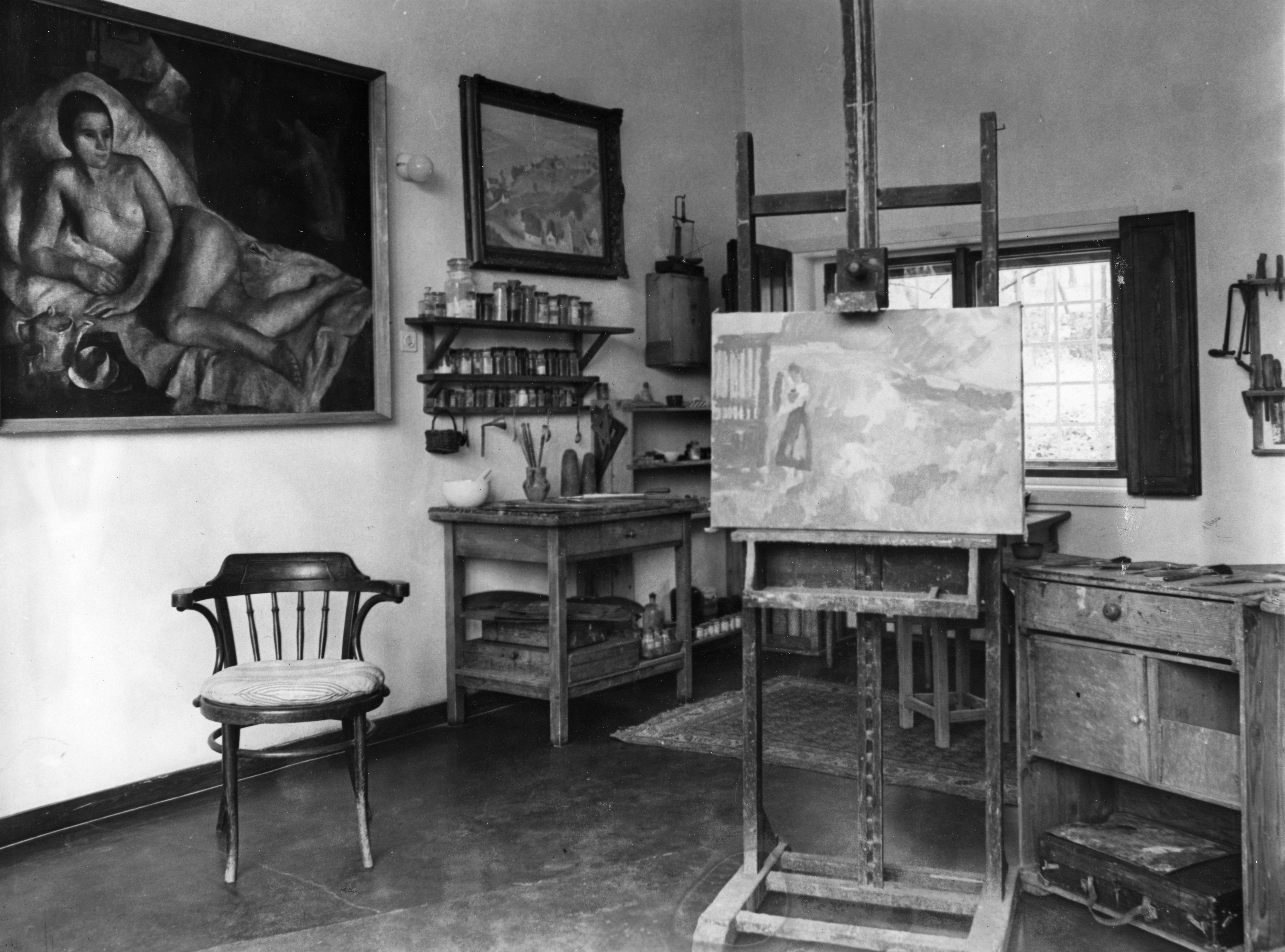
Мастерская Сёньи в городе Зебегень

Без отрыва от педагогической деятельности Иштван Сёньи опубликовал ряд исследовательских трудов о техниках рисования различных известных мастеров живописи.
Во время Второй мировой войны, когда начался Холокост в Венгрии, Сёньи (вместе с членами своей семьи) спасал евреев от уничтожения нацистами. Спустя почти четверть века после смерти художника ему было присвоено почётное звание Праведника народов мира.
После свержения марионеточного прогитлеровского режима в Венгрии Сёньи был избран в депутаты Национального собрания (4 ноября 1945—1947).
В 1949 году его заслуги были отмечены Национальной премией имени Лайоша Кошута.
В последние годы жизни Шмидт Иштван Йожеф Рихард Сёньи часто болел и почти всё время он проводил в Зебегене, где и умер 30 августа 1960 года. Семь лет спустя там был основан мемориальный музей Иштвана Сёньи, где есть как квартира, так и мастерская, где работал художник. Одна из улиц родного города Сёньи носит его имя.
Его дочь Жужа Соньи (1924—2014) стала культурологом, сотрудником Ватиканского радио и автором нескольких автобиографических произведений. Вместе со своим мужем, художником Матяшем (Матиасом) Тризней, она в течение пяти десятилетий содержала литературный салон, известный как паб «Тризня» в Риме. В 1999 году президент Италии наградил её золотым крестом «За заслуги перед республикой» за вклад в расширение итало-венгерских культурных связей.